# Craig Menear
Craig Menear ist ein US-amerikanischer Manager.

## Leben
Menear studierte am Michigan State University’s Eli Broad College of Business. Er arbeitete bei verschiedenen Unternehmen wie IKEA, Builders Emporium, Grace Home Centers und Montgomery Ward. Seit 1997 ist Menear beim Unternehmen The Home Depot beschäftigt. Vom 1. November 2014 bis zum 1. März 2022 war Menear CEO und Präsident des US-amerikanischen Konzerns The Home Depot, er wurde in dieser Funktion von Ted Decker abgelöst.